# Worławki (powiat olsztyński)
Worławki – wieś w Polsce położona w województwie warmińsko-mazurskim, w powiecie olsztyńskim, w gminie Świątki.
W latach 1975–1998 miejscowość administracyjnie należała do województwa olsztyńskiego. Wieś znajduje się w historycznym regionie Warmia.
W Worławkach urodził się Georg Sterzinsky, arcybiskup Berlina. W Worławkach mieszka artysta Jacek Adamas.